# ليام باتريك
ليام باتريك (بالإنجليزية: Liam Patrick)‏ هو لاعب كرة قدم أسترالية أسترالي، ولد في 4 مارس 1988 في Lajamanu, Northern Territory ‏ في أستراليا.

## وصلات خارجية
- ليام باتريك على موقع AustralianFootball.com (الإنجليزية)
- ليام باتريك على موقع AFLtables.com (الإنجليزية)